# Tramazolin
Tramazolin ist ein Arzneistoff, der schleimhautabschwellend wirkt. Es wird in Arzneimitteln zur Behandlung des Schnupfens sowie von Reizungen und allergischen Erkrankungen am Auge verwendet.
Chemisch handelt es sich um eine mehrcyclische Verbindung aus der Klasse der Aromaten,  der Guanidine und der Imidazoline. Pharmakologisch zählt Tramazolin zu den α-Sympathomimetika.

## Klinische Angaben

### Anwendungsgebiete
Anwendung am Auge
Tramazolin wird in Form von Augentropfen angewendet zur symptomatischen Therapie bei nichtinfektiösen Formen der Bindehautentzündung, zum Beispiel einer allergischen Konjunktivitis.
Anwendung bei Rhinitis
Als Nasenspray oder Nasentropfen zum Abschwellen der Nasenschleimhaut bei Schnupfen mit übermäßiger Absonderung von dick- oder dünnflüssigem Sekret (Fließschnupfen, Katarrh, Rotz); zur Erleichterung des Sekretabflusses bei Nasennebenhöhlenentzündungen sowie bei Tubenkatarrh in Verbindung mit Schnupfen. Tramazolin darf bei Schulkindern und Erwachsenen angewendet werden, für Kleinkinder unter sechs Jahren stehen spezielle Formulierungen zur Verfügung.

### Gegenanzeigen
Absolute Gegenanzeigen
- Überempfindlichkeit gegenüber dem Wirkstoff
  - intranasal: Anwendung bei Rhinitis sicca
  - intraokular: Engwinkelglaukom

Relative Gegenanzeigen
Sorgfältige Nutzen-Risiko-Abwägung bei:
- Glaukompatienten, insbesondere Patienten mit Engwinkelglaukom
- schweren Herz-Kreislauf-Erkrankungen, wie beispielsweise eine koronare Herzkrankheit oder Bluthochdruck
- Phäochromozytom
- Stoffwechselstörungen (zum Beispiel Hyperthyreose, Thyreotoxikose, Diabetes mellitus)
- Patienten, die mit MAO-Hemmern und anderen potentiell blutdrucksteigernden Medikamenten behandelt werden

### Wechselwirkungen mit anderen Medikamenten
- Tramazolin-haltige Arzneimittel dürfen wegen der Gefahr einer hypertensiven Krise (Hochdruckkrise) nicht gleichzeitig mit MAO-Hemmern und trizyklischen Antidepressiva angewendet werden. Die Einnahme solcher Medikamente muss vor der Anwendung von Tramazolin beendet werden.
- Anästhetika, Atropinsulfat, Propranolol und Insulinpräparate können die kardiovaskulären Wirkungen der Sympathomimetika verstärken.
- Die gleichzeitige Anwendung mit Theophyllin und seinen Derivaten in hohen Dosen verstärken die Nebenwirkungen.
- Guanethidin und Reserpin können zu einer arteriellen Hypertonie (Blutdrucksteigerung) führen.
- Eine eventuell auftretende Dämpfung von Funktionen des zentralen Nervensystems kann durch Alkoholkonsum, Schlafmittel, Tranquilizer und Antipsychotika verstärkt werden.

## Pharmakologische Eigenschaften

### Wirkungsmechanismus
Tramazolin ist ein Imidazolin-Derivat, es ist strukturell und pharmakologisch verwandt mit Naphazolin, Oxymetazolin, Tetryzolin und Xylometazolin. Als  α-Sympathomimetikum stimuliert es selektiv die α-Adrenozeptoren des sympathischen Nervensystems, hat jedoch wenig oder keine Wirkung auf Beta-Adrenozeptoren. 
Anwendung in der Augenheilkunde
Die Anwendung von Tramazolin am Auge führt zu Konstriktion dilatierter Arteriolen und damit zur Normalisierung der vermehrten Schleimhautdurchblutung. Hieraus resultiert eine Verminderung der Symptome des konjunktivalen Reizzustandes.
Eine gewisse reaktive Vasodilatation wird bei den oben genannten Anwendungen üblicherweise beobachtet.
Anwendung in der Hals-Nasen-Ohren-Heilkunde
Die intranasale Applikation von Tramazolin führt zur Konstriktion dilatierter Arteriolen und damit zur Reduktion der Schleimhautdurchblutung, zur Reduktion der Ödembildung und zur Verbesserung der nasalen Ventilation.
Nach der Anwendung von Tramazolin-Lösung oder -Spray tritt eine lokale Vasokonstriktion (Gefäßverengung) gewöhnlich innerhalb von fünf Minuten auf und hält für acht bis zehn Stunden an.

### Aufnahme und Verteilung im Körper
Es liegen keine pharmakokinetischen Untersuchungen am Menschen vor.
Das pharmakokinetische Verhalten von Tramazolin ist an Laborratten, Kaninchen und an
Primaten untersucht worden. Dabei zeigte sich, dass die Resorption des Wirkstoffs bei oraler und intranasaler Verabreichung  zwischen 50 % und 80 % liegt. Tramazolin und seine Metaboliten verteilen sich in allen inneren Organen, wobei die Leber stets die höchsten Konzentrationen aufweist. Die Elimination aus dem Blut erfolgt mit einer terminalen Halbwertszeit von fünf  bis sieben Stunden.  Tramazolin wird vorwiegend renal ausgeschieden. Im Urin sind nach oraler beziehungsweise lokaler Gabe drei Hauptmetaboliten nachgewiesen worden. Gelegentlich kann bei intranasaler Applikation die resorbierte Menge ausreichen, um systemische Effekte – zum Beispiel am zentralen Nervensystem und am Herz-Kreislauf-System – hervorzurufen.

### Chemische und pharmazeutische Informationen

Das Tramazolintautomer N-(5,6,7,8-Tetrahydronaphthalen-1-yl)imidazolidin-2-imin.

Tramazolin liegt in tautomeren Formen vor.
Arzneilich verwendet wird es in der Salzform Tramazolinhydrochlorid.

## Chemische Synthese
5,6,7,8-Tetrahydro-1-naphthylamin reagiert mit Ammoniumthiocyanat zum Thioharnstoff, dessen tautomere Form mit Methyliodid das S-Methylisothiuronium-Derivat bildet. Mit Ethylendiamin entsteht unter Abspaltung von Methanthiol und Ammoniak daraus Tramazolin.

## Handelsnamen
Tramazolin-haltige Arzneimittel sind in der Schweiz nicht mehr im Handel. In Deutschland und Österreich sind sie apothekenpflichtig.
Monopräparate
Biciron Augentropfen (D), Ellatun ½ Nasenspray/ -Nasentropfen für Kleinkinder bis zu 6 Jahren (D), Ellatun N Nasenspray/ -Nasentropfen für Erwachsene und Schulkinder (D), Rhinospray bei Schnupfen Nasenspray (D), Rhinospray plus bei Schnupfen Nasenspray (D, A)
Kombinationspräparate
Dexa Biciron Augentropfen mit Dexamethasonisonicotinat (D) (verschreibungspflichtig)